# 阪神5500系電力動車組
阪神5500系電力動車組（日语：／ Hanshin 5500-kei densha）是阪神電鐵於1995年引入各站停車用的通勤型列車。
該電車是阪神電鐵第一次使用VVVF逆變器控制的列車，它與9000系一起作為因阪神淡路大地震被報廢的替代車輛。2010年，5550系作為5500系的小型改裝車出現。
在本文中，車輛編號由梅田方面第一輛卡的車號表示（例如：5501F）。

## 構成
由於本列車需要高加速度和高減速度，所以整輛車都是動力車。由於各站停車的列車是採用4卡編組，所以是由兩輛中間車和先頭車組成。先頭車的車號是5500，中間車的車號是5600。大阪方向是奇數，神戶方向是偶數。

5500系原形車
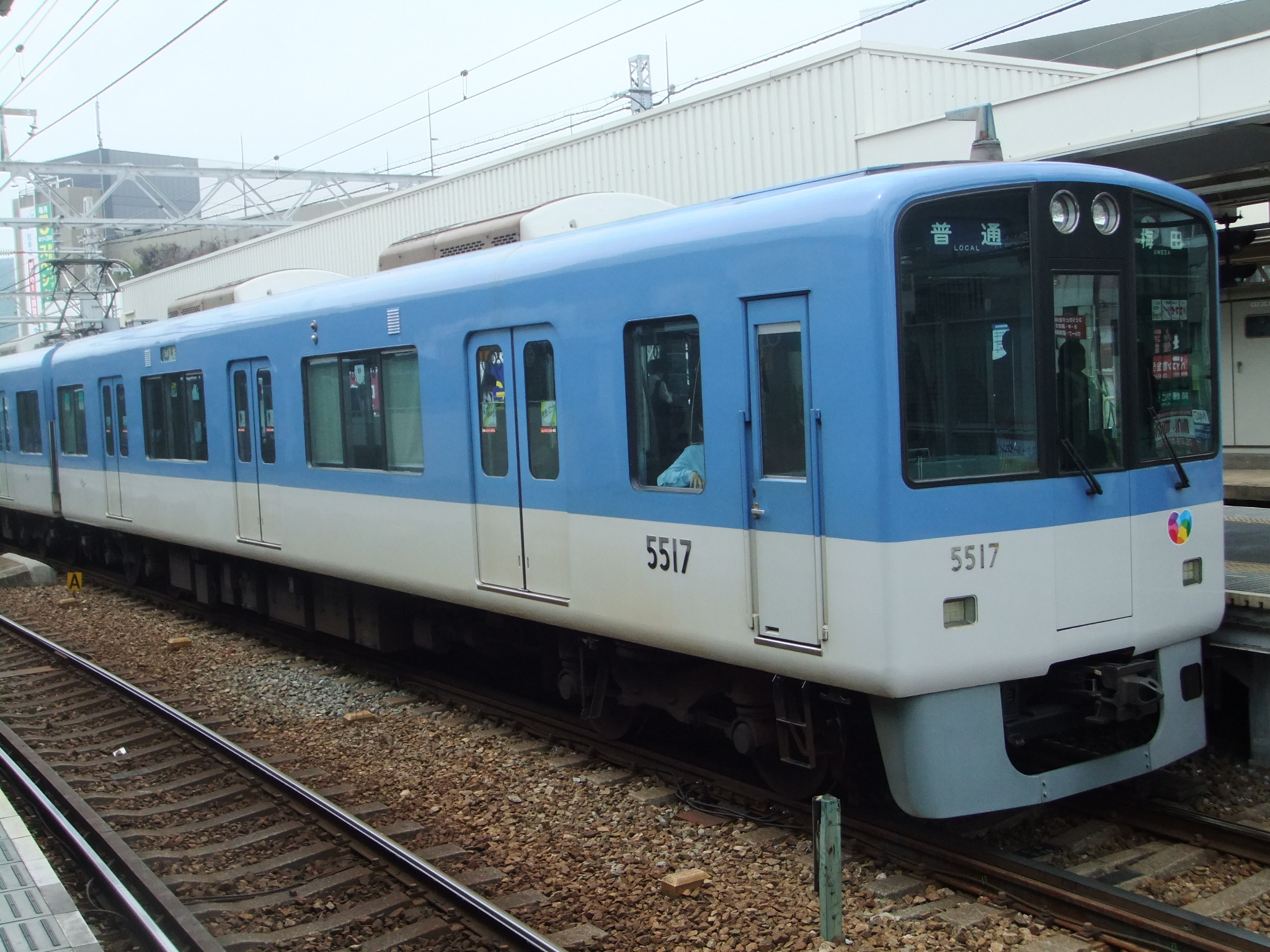
5500（奇數）
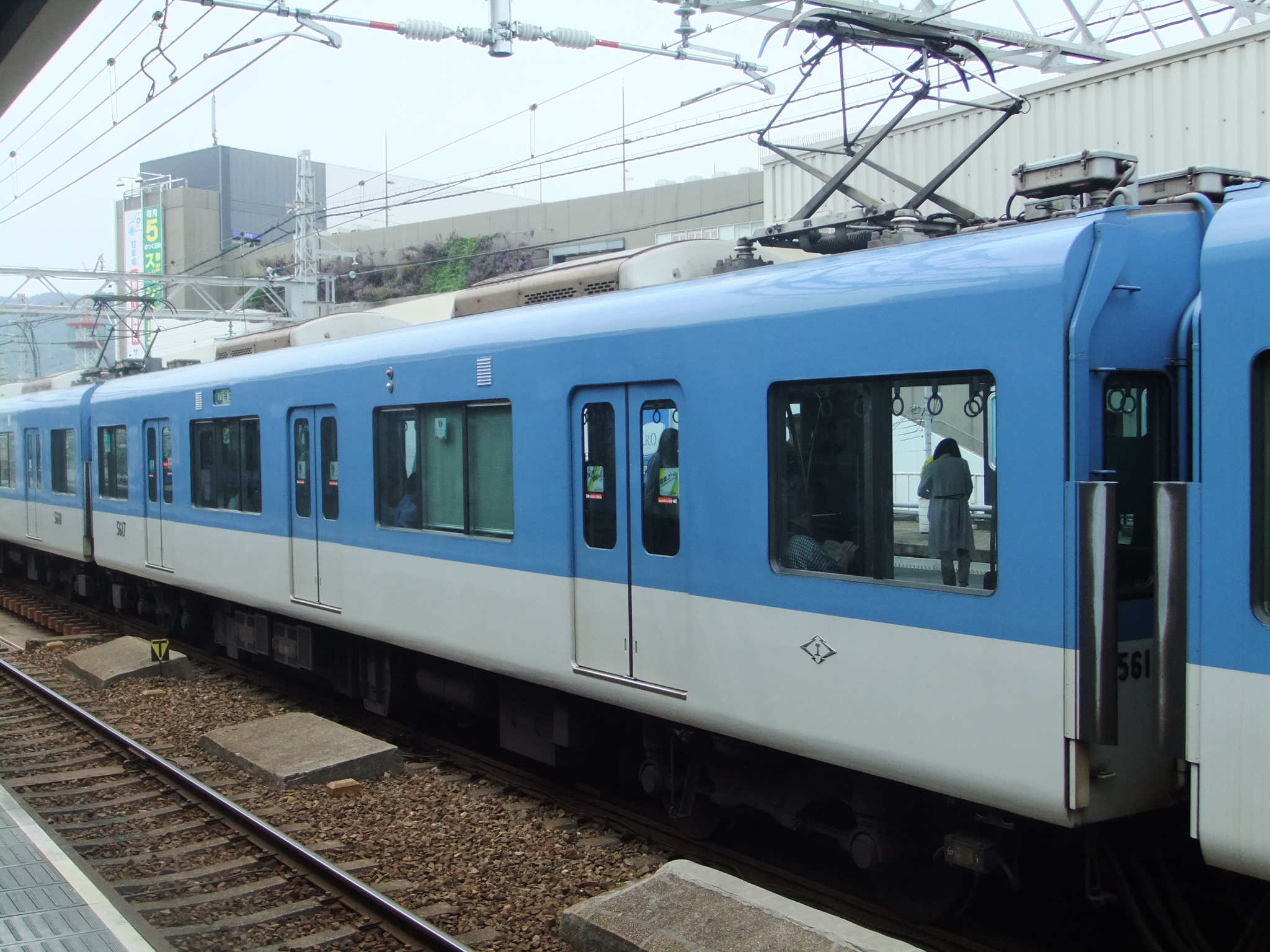
5600（奇數）
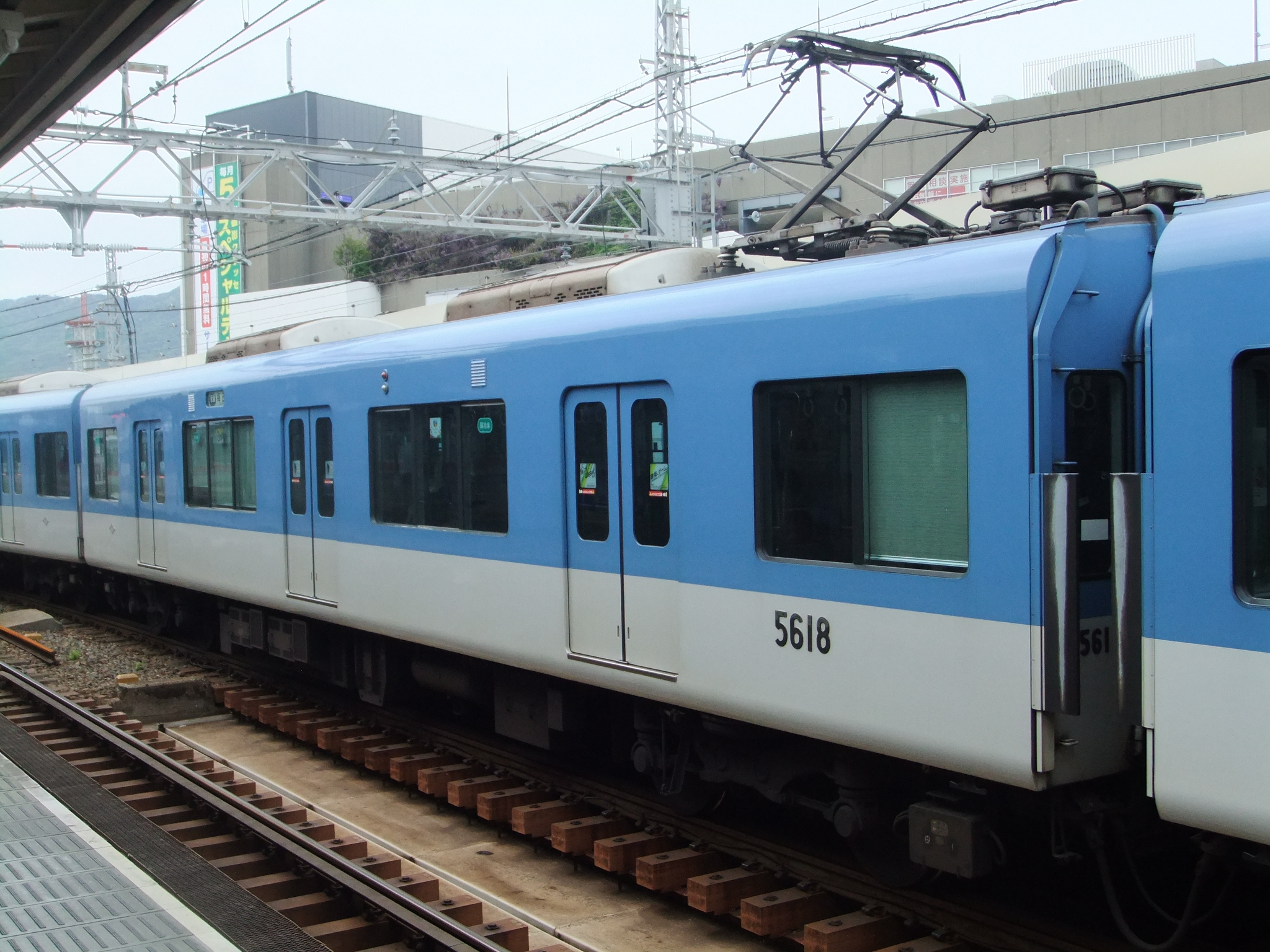
5600（偶數）
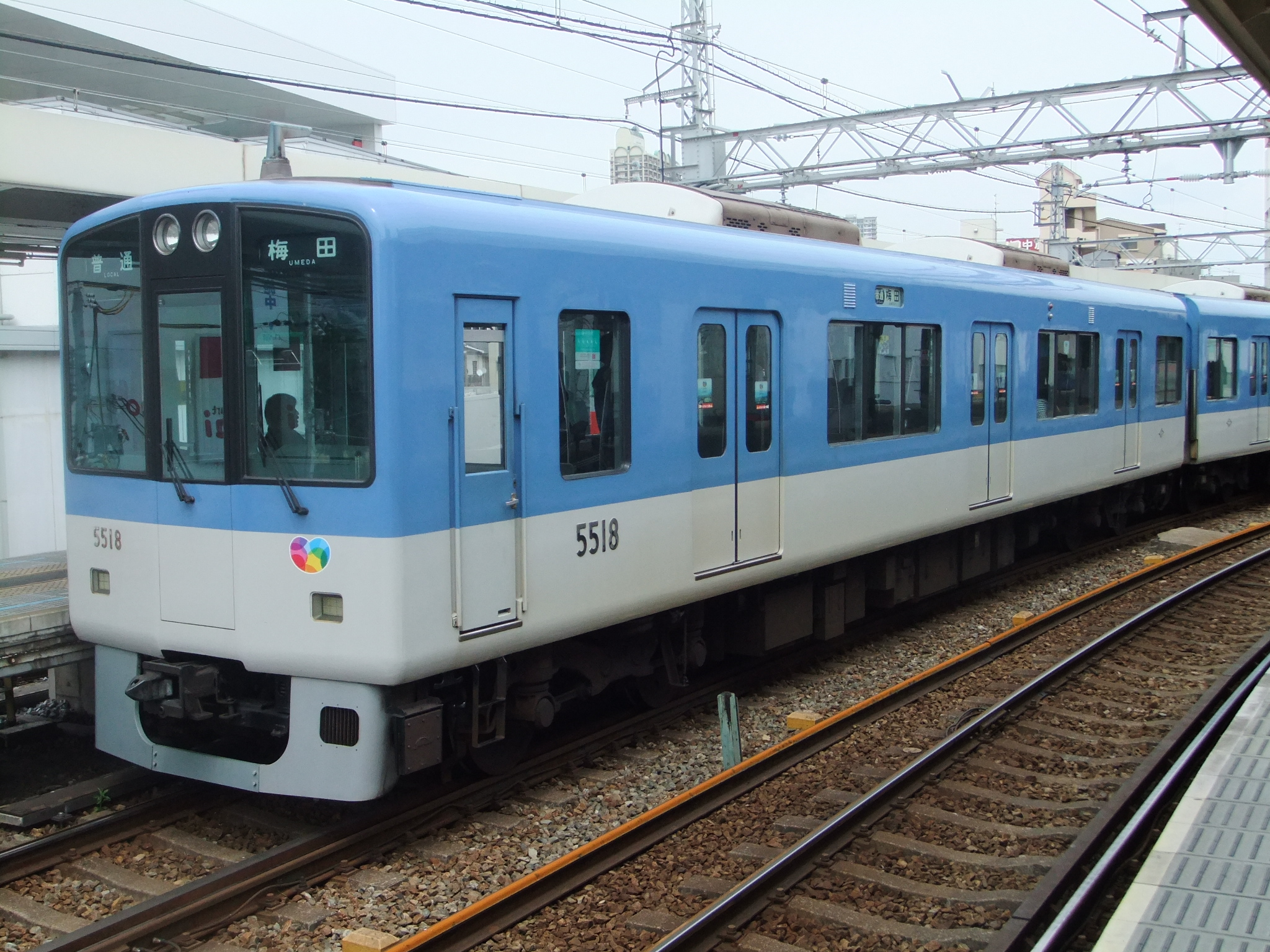
5500（偶數）

| 方向     | ←大阪方向神戸方向→ | ←大阪方向神戸方向→ | ←大阪方向神戸方向→ | ←大阪方向神戸方向→ |
| 形式     | 5500形（奇數）     | 5600形（奇數）     | 5600形（偶數）     | 5500形（偶數）     |
| 車種     | Mc1                | M1                 | M2                 | Mc2                |
| 車號     | 5501               | 5601               | 5602               | 5502               |
| 重量     | 34.0 t             | 35.0 t             | 35.0 t             | 34.0 t             |
| 載客量   | 122                | 132                | 132                | 122                |
| 搭載機器 | CP, SIV            | VVVF               | VVVF               | CP, SIV            |

- VVVF: VVVF制御
- SIV: 補助電源装置 (固定式逆變器)
- CP: 空氣壓縮機

- 5500系原形車
- 5500（奇數）
- 5600（奇數）
- 5600（偶數）
- 5500（偶數）

## 改造

### 更新工程 (5500系R)

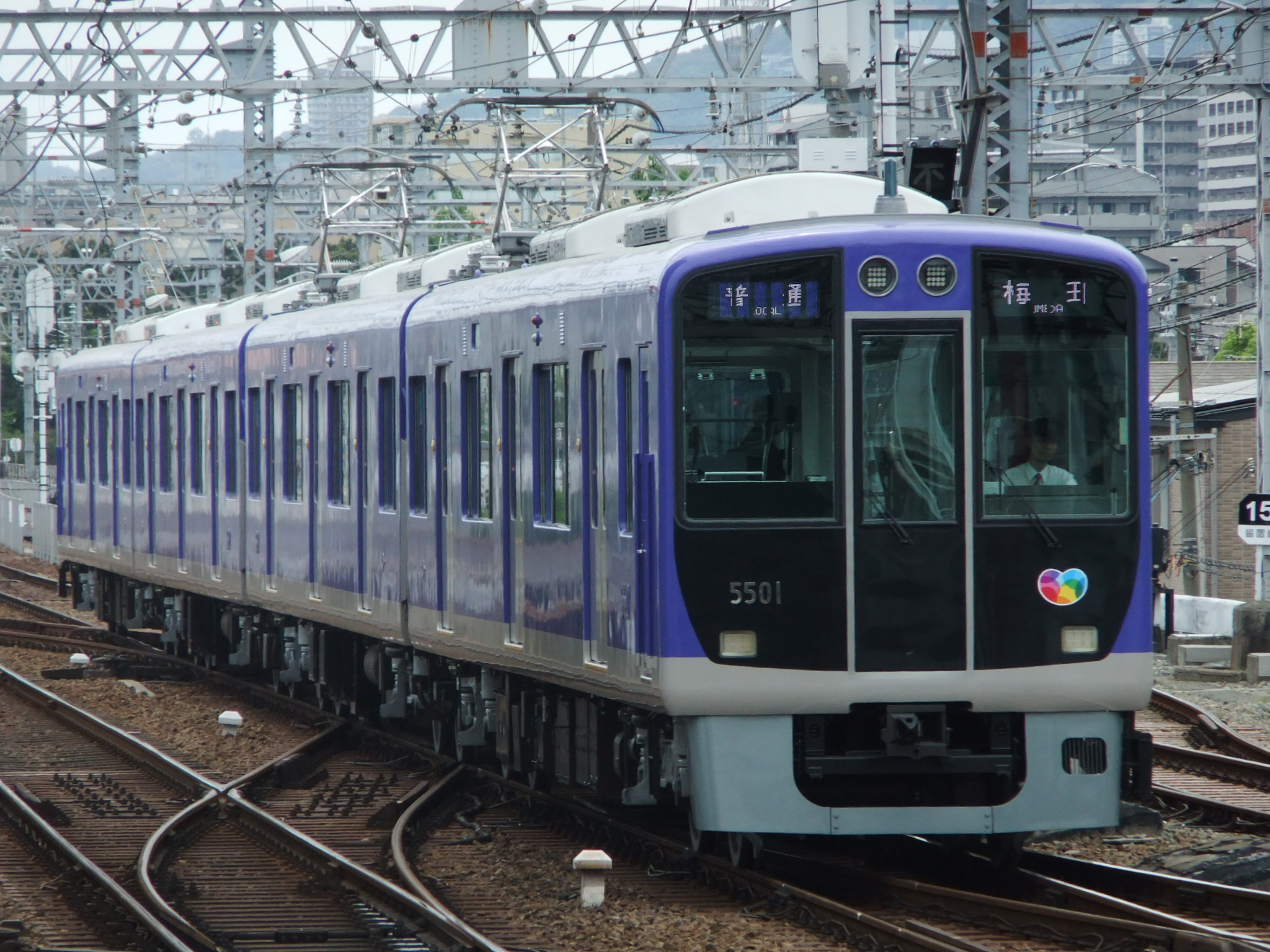
更新車

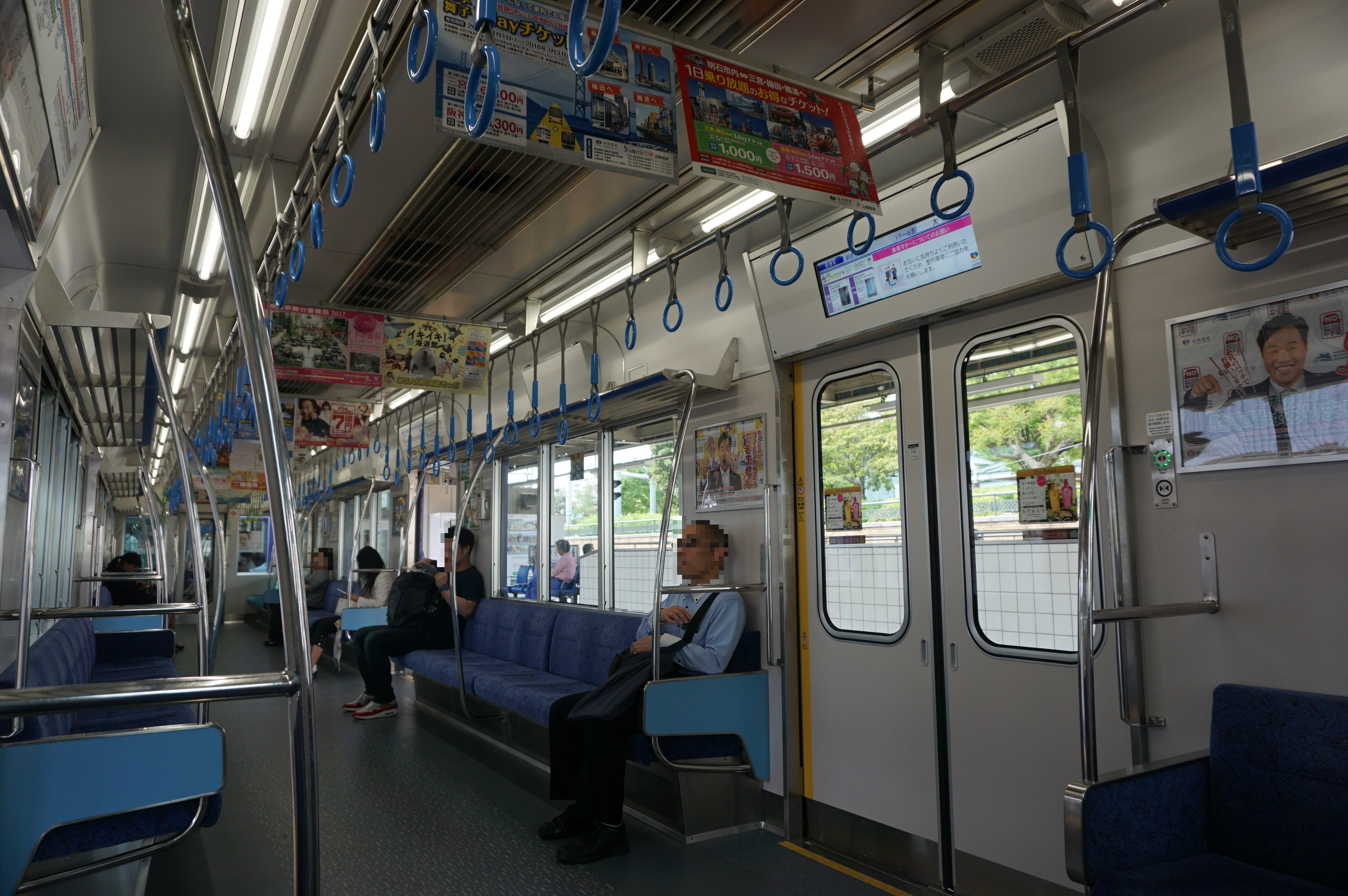
更新車車内

由於本列車已有20多年的歷史了，5500系需要進行更新。更新後的5500系被稱為「更新車」。
改造後設備於5700系差不多，具有半自動門，車內LCD顯示，類似5700系的新塗裝，但它本來的控制裝置（GTO-VVVF)和集電弓尚未更換。
塗裝是基於阪神之間的現代城市景觀圖像，上部是「青金石」，門和下部是「現代灰色」。藍色區域顯著擴展。設計這種油漆更改後，便可以一目了然地知道是翻新車。
第1列接受改造的是5501F編成（第1編成），並於2017年5月2日開始投入服務。5503F（第2編成）在同年10月進行了更新，而5505F（第3編成）在2018年4月進行了更新。這項更新工作將在5500系的所有列車上進行，但2010年生產的5550系由於年代尚短而未包括在內。

5500系更新車
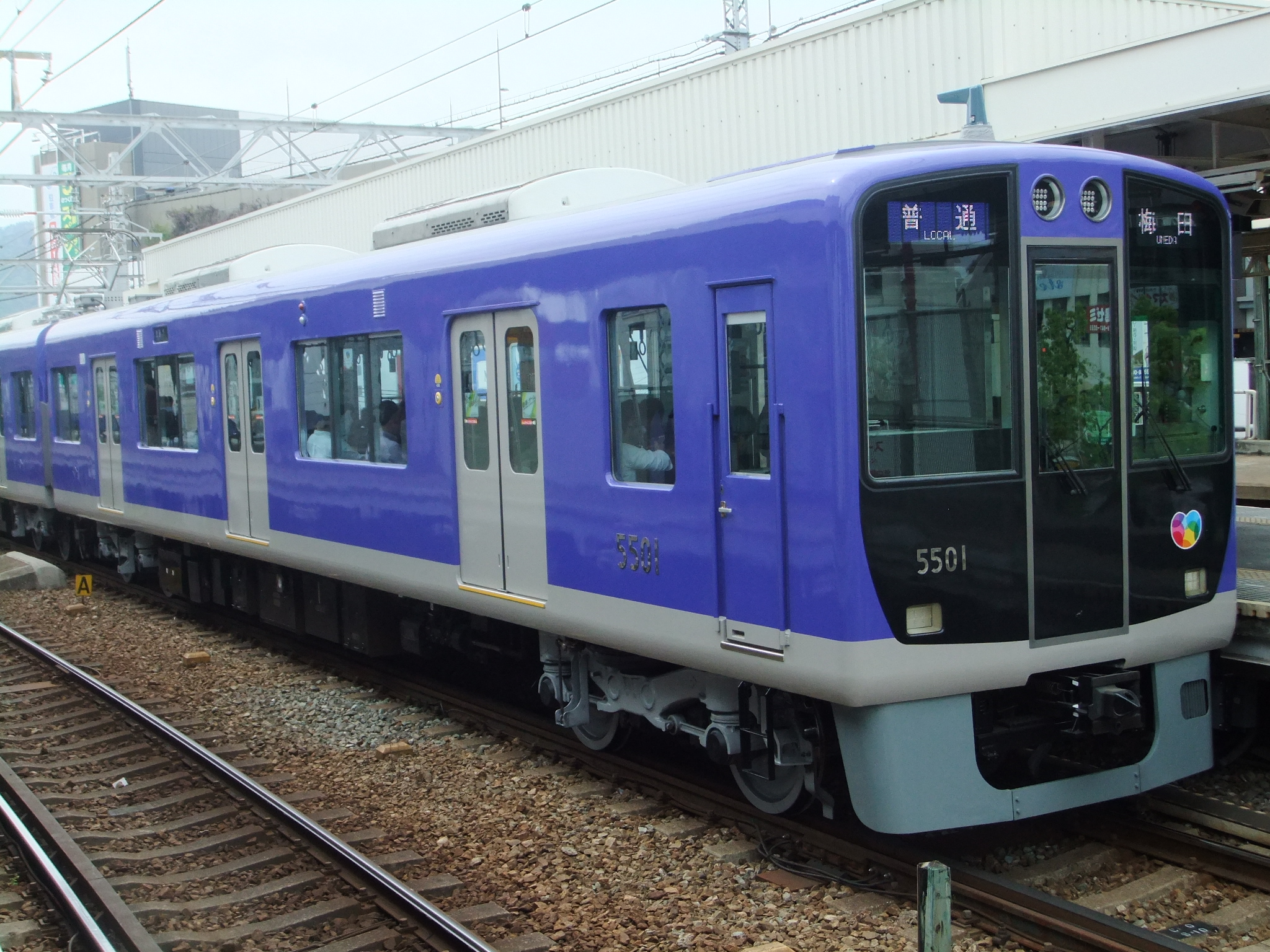
5500（奇數）
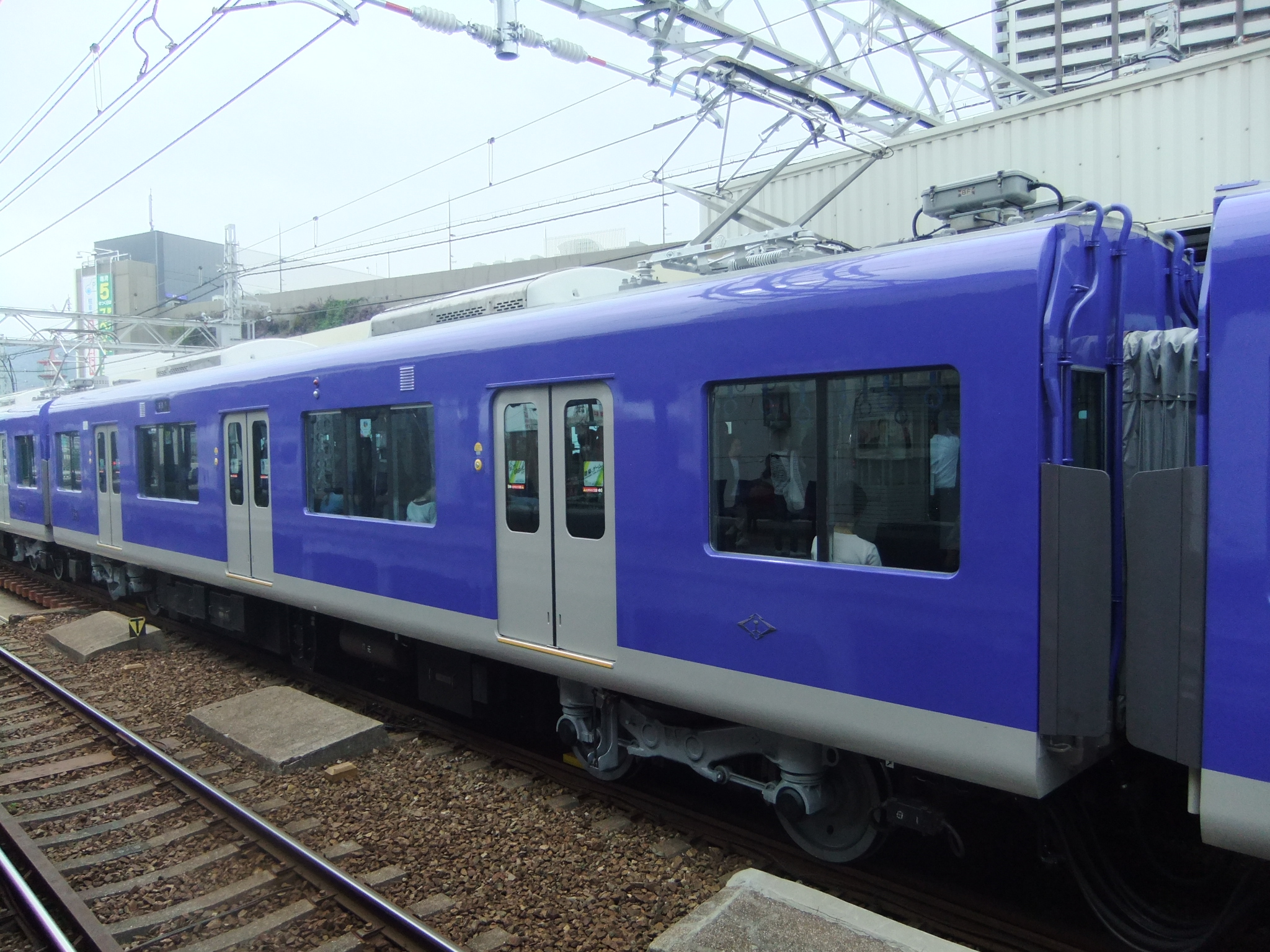
5600（奇數）
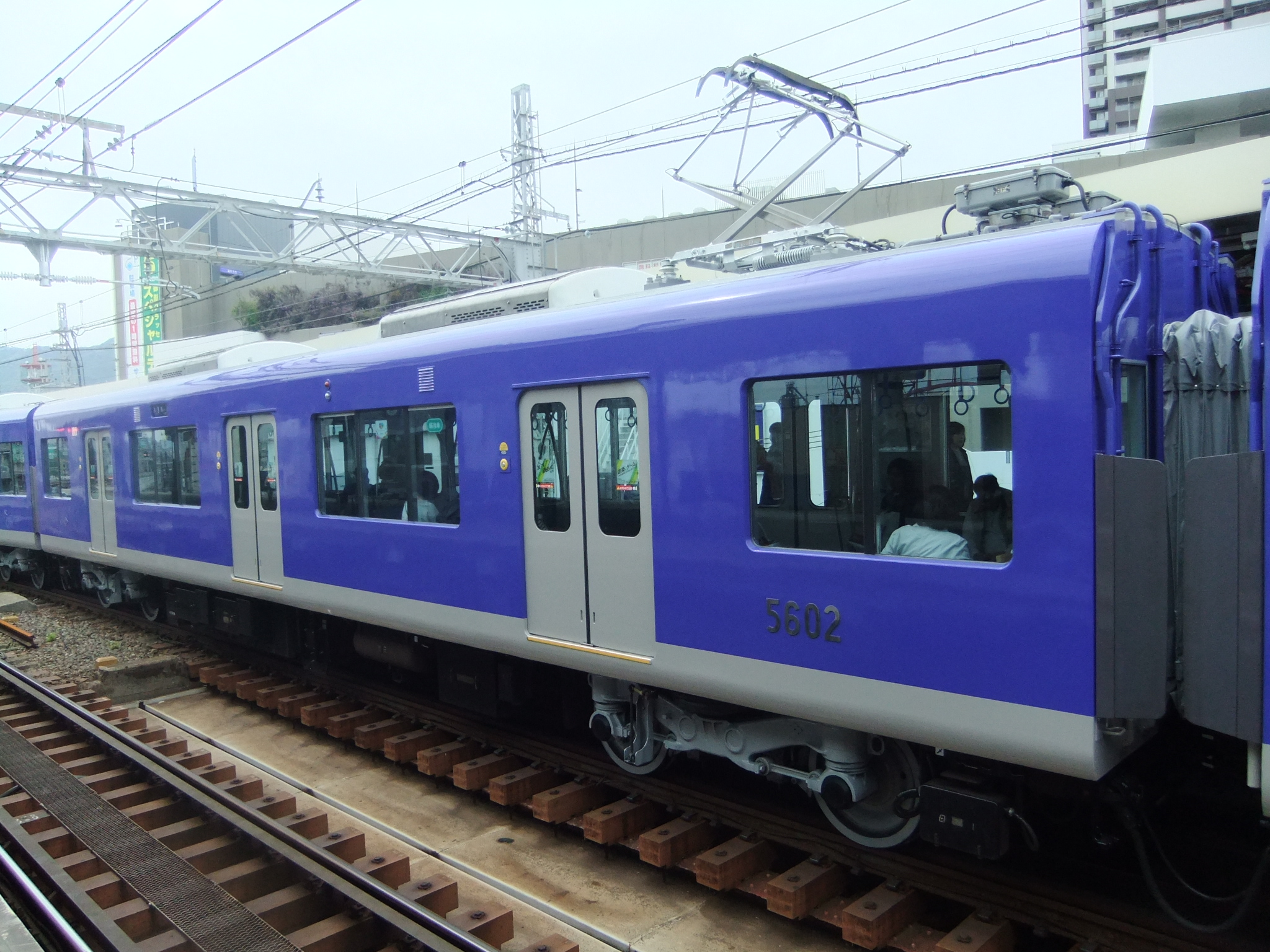
5600（偶數）
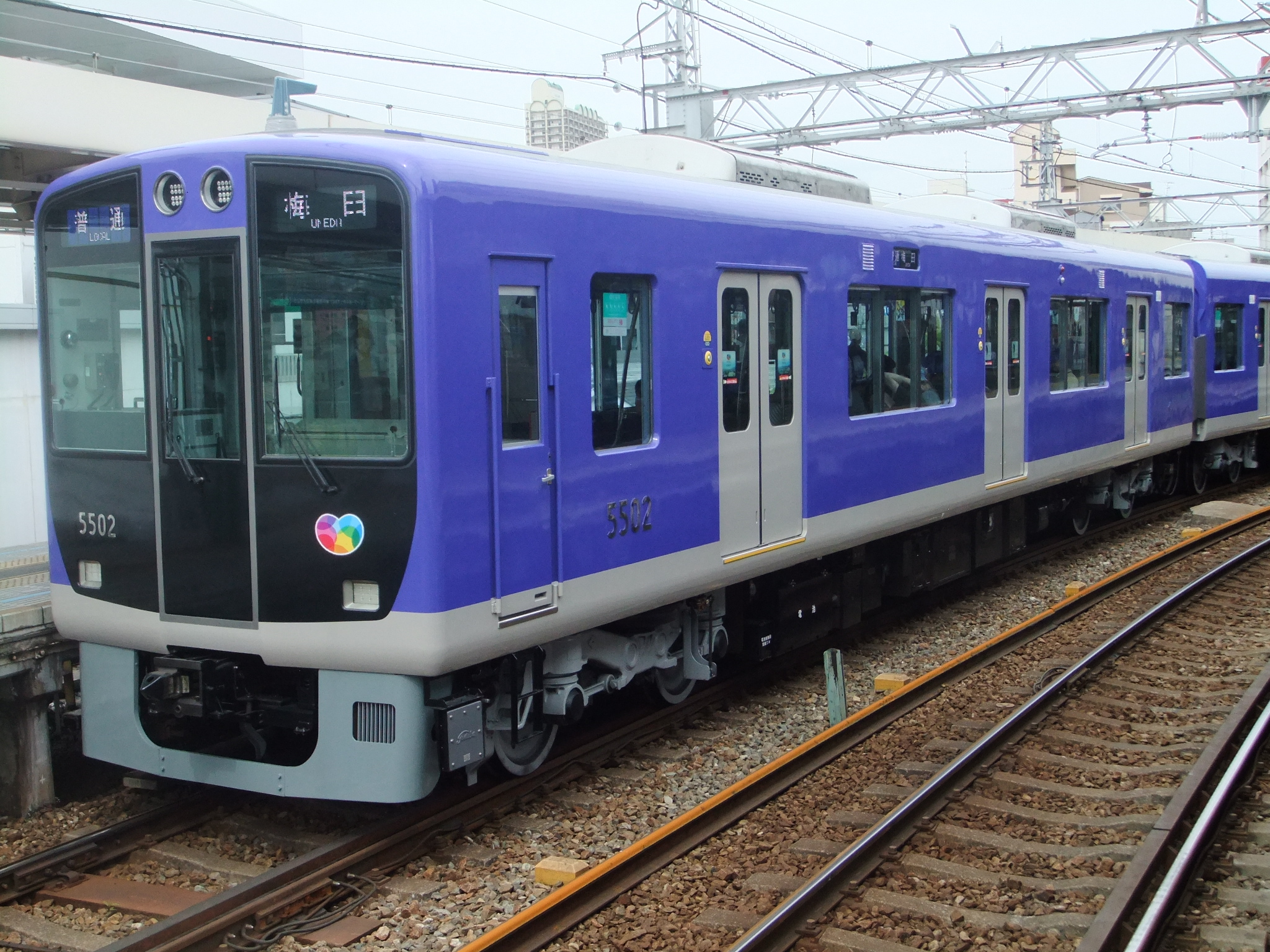
5500（偶數）

### 武庫川線運用
由於武庫川線使用的赤銅車已經用了超過50年，需要退役，所以從5500系中抽取了兩列列車（8輛）進行改裝，成為2卡編組，所有列車已於2020年6月3日投入服務。
改造需要於中間卡加上駕駛室，更換為2個單臂式集電弓，並且將有集電弓的車卡更名為5900。把方向幕更換為LED顯示屏。至於塗裝方面，為了能夠分別列車是用於武庫川線，列車側面和車頭均會有「武庫川」字樣；顏色方面，由於每列列車都有不同的主題，所以將會於稍後講解。
值得留意的是本車是單人運轉，只有司機一名。
| 方向         | ←大阪梅田・武庫川方向 | ←大阪梅田・武庫川方向 | 元町・武庫川團地前方向→ | 元町・武庫川團地前方向→ |
| 形式         | 5501形                | 5901形                | 5901形                  | 5501形                  |
| 車種         | M'c1                  | Mc1                   | Mc2                     | M'c2                    |
| 車號         | 5511 - 5513           | 5911 - 5913           | 5912 - 5914             | 5512 - 5514             |
| 重量         | 34.0 t                | 35.5 t                | 35.5 t                  | 34.0 t                  |
| 定員（座位） | 127 (39)              | 125 (40)              | 125 (40)                | 127 (39)                |
| 機器         | CP, SIV               | VVVF                  | VVVF                    | CP, SIV                 |

- VVVF: VVVF制御
- SIV: 補助電源装置 (固定式逆變器)
- CP: 空氣壓縮機

#### (5513-5913編組)

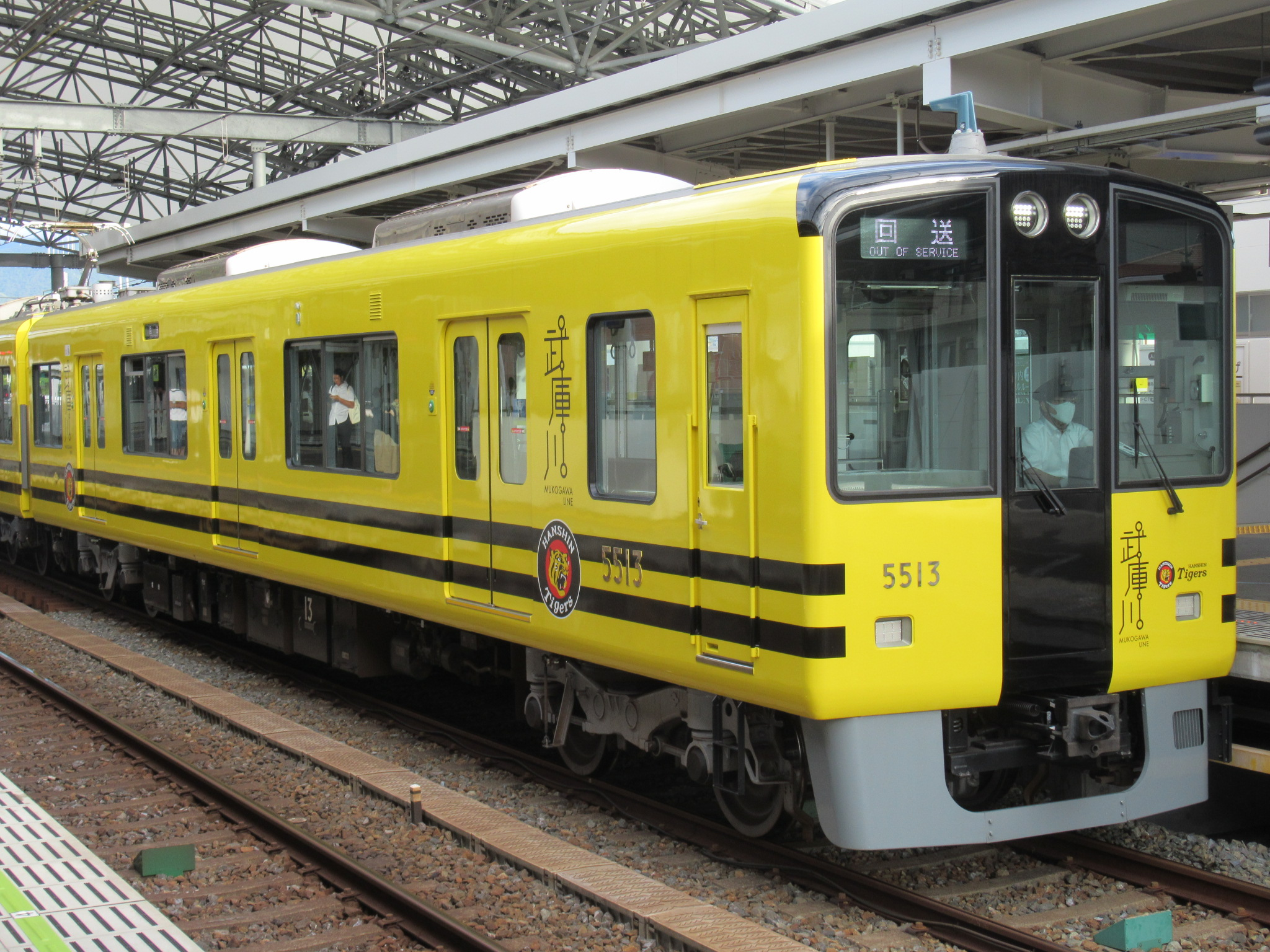
タイガース号列車
(5513號)

本列車是以阪神電鐵的棒球隊——阪神虎作為主題，列車塗上了該隊的主題顏色——黃色，車身上有兩條黑色的色帶。列車於「武庫川」字樣下有阪神虎的標誌。
列車內部有阪神虎的廣告，座椅為黃色，頭、尾車門是黑色，中間車門是黃色

#### (5514-5914編組)

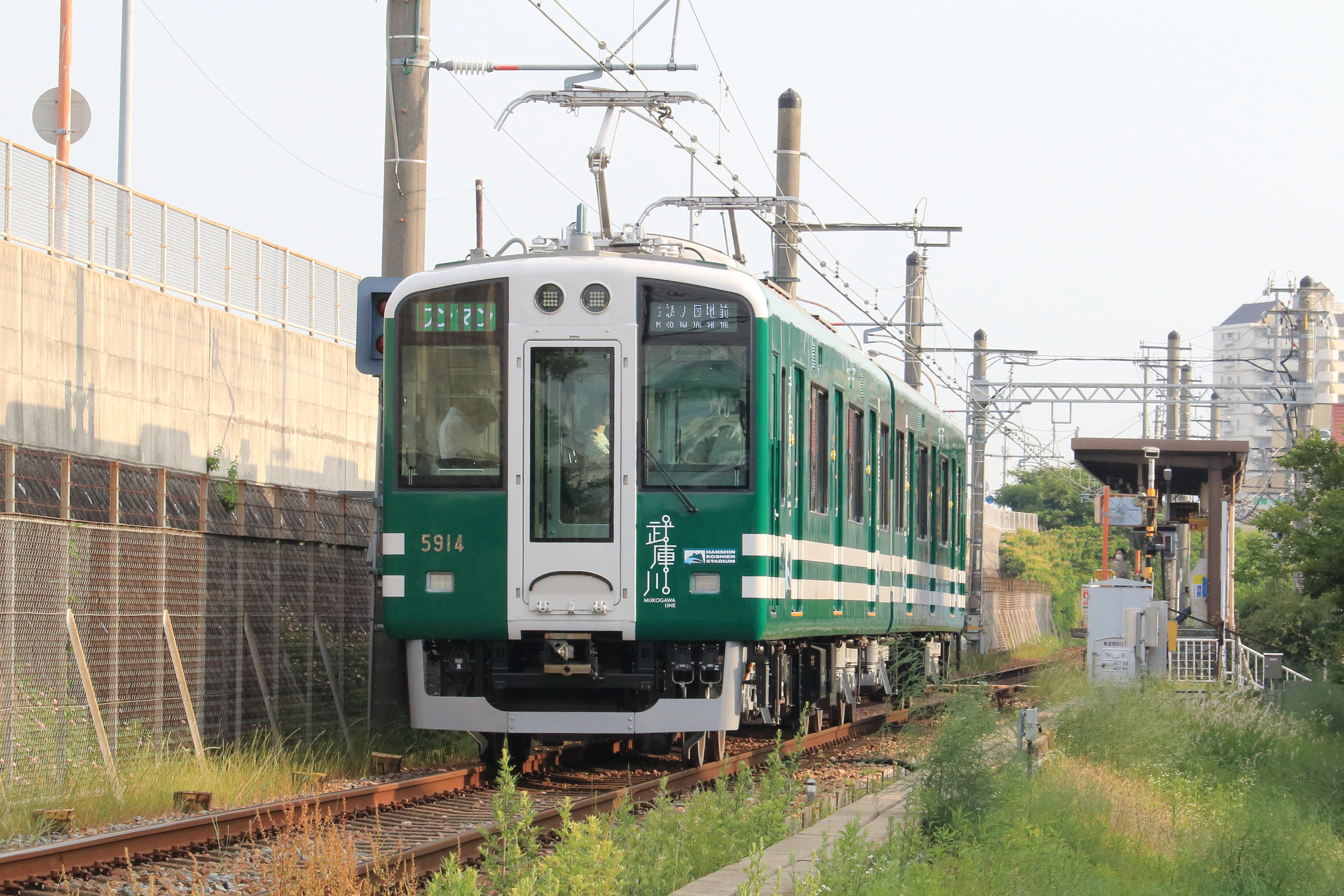
甲子園号列車
(5914號)

本列車是以阪神電鐵擁有的球場——甲子園球場作為主題，列車塗上了綠色，車身上有兩條白色色帶。列車於「武庫川」字樣下有甲子園球場的標誌。
列車內部貼上石磚的貼紙，座椅和車門為綠色。值得留意的是地板上有棒球場的圖案。

#### (5511-5911編組)

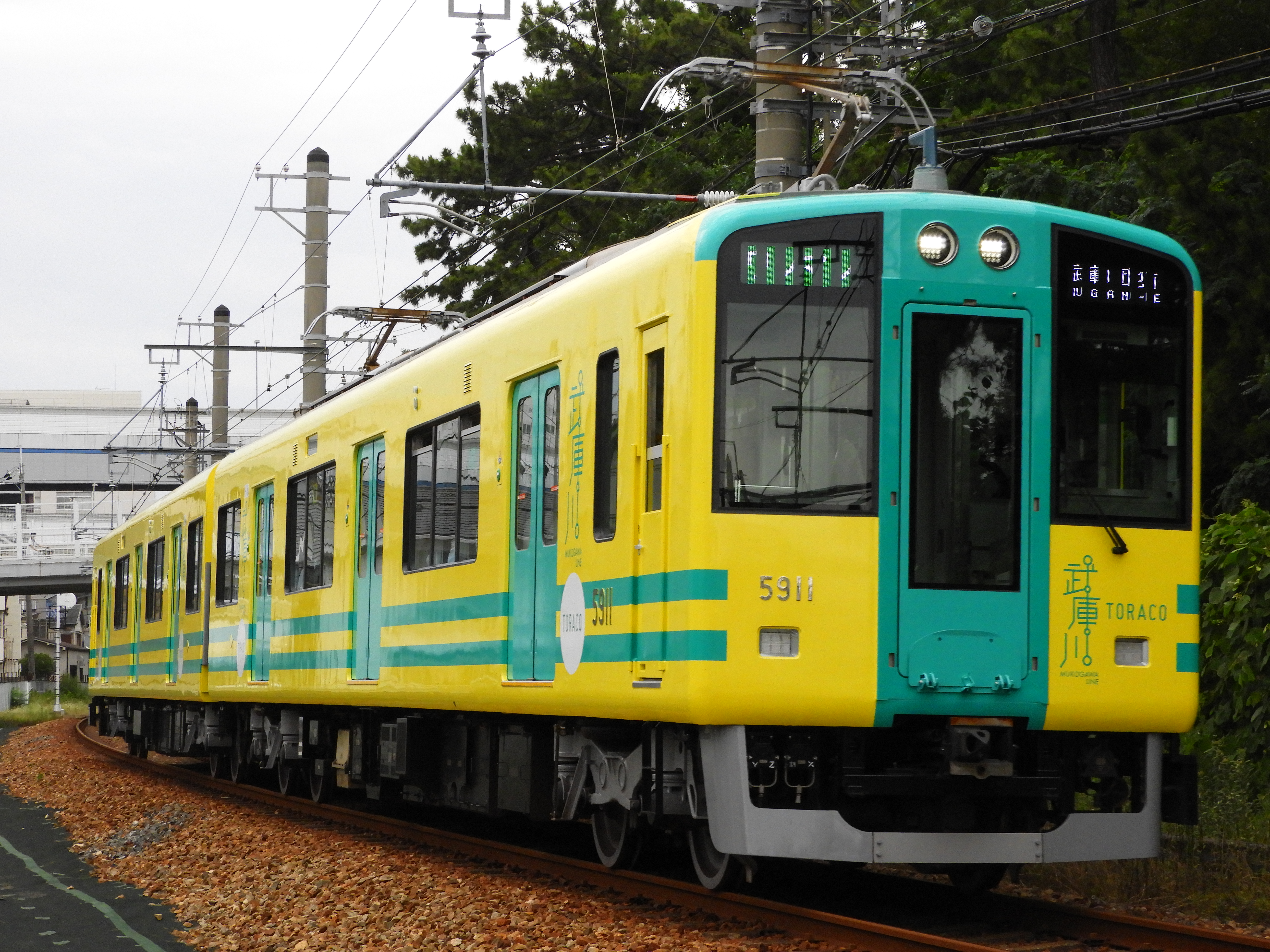
TORACO号列車
(5911號)

本列車以阪神虎的女性球迷——TORACO作為主題。外觀基於TORACO的標誌——明亮的黃色和綠色，1、3門是黃色，中間門是綠色。列車座位是藍色和紅色，而且有柔和的圓點花紋，有些座位上有「TORACO SPOT」，坐下時會像戴著虎耳。

#### (5512-5912編組)

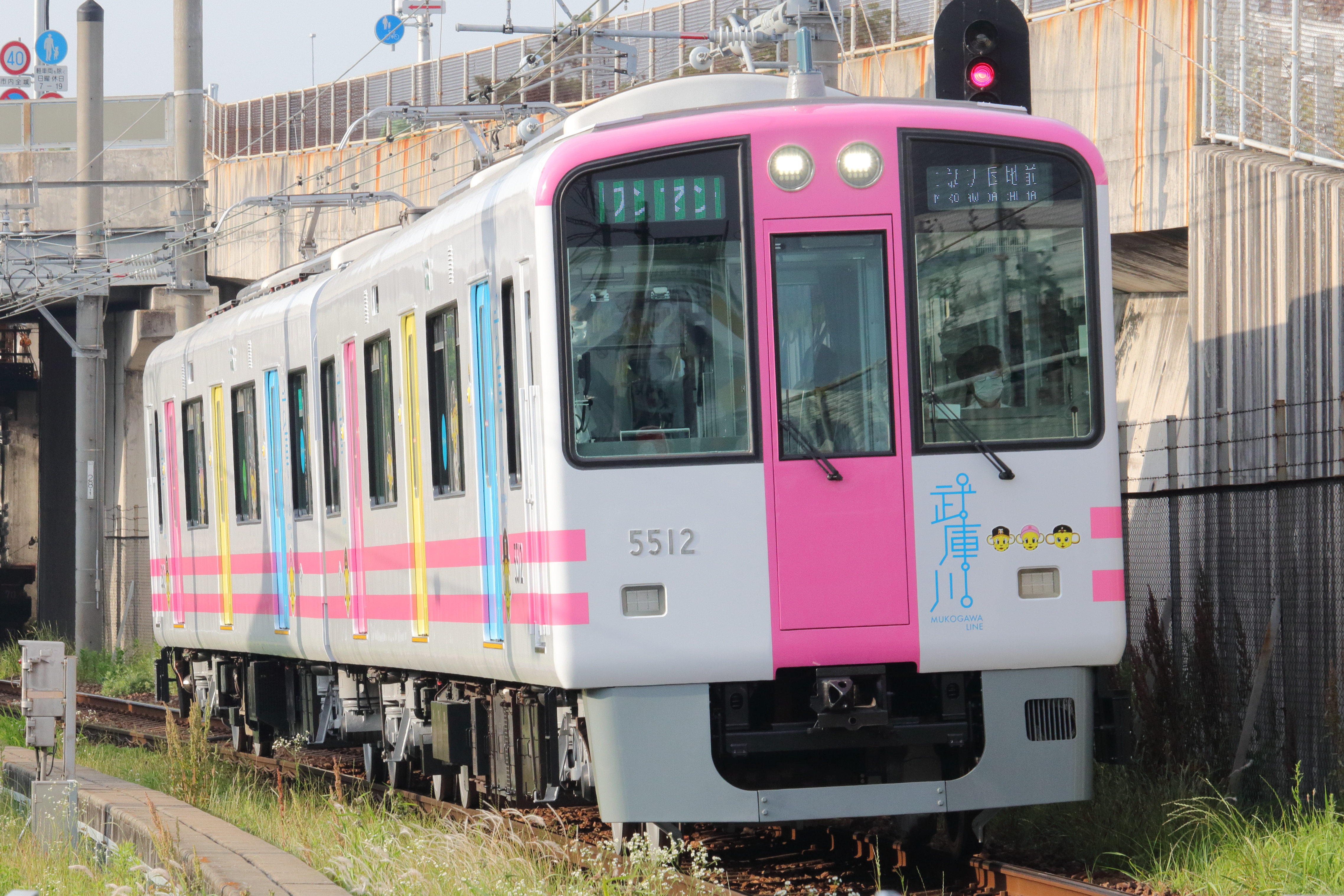
トラッキー号列車
(5512號)

本列車以阪神電鐵和阪神虎的吉祥物——作為主題。外觀是以白色為底色和兩條粉紅色色帶，內部有粉紅色條紋，車門分為紅、黃、藍三色。地板有吉祥物的腳印形象設計，車門和扶手都有的蹤影。

## 編成表
2017年4月1日起。
| ←大阪方向神戸方向→ | ←大阪方向神戸方向→ | ←大阪方向神戸方向→ | ←大阪方向神戸方向→ | 製造所     | 竣工           | 翻新          | 備注                           |
| Mc1                | M1                 | M2                 | Mc2                |            |                |               |                                |
| 5501               | 5601               | 5602               | 5502               | 武庫川車輛 | 1995年10月27日 | 2017年3月21日 |                                |
| 5503               | 5603               | 5604               | 5504               | 武庫川車輛 | 1995年12月27日 | 2017年9月15日 | 5503・5603於1995年11月28日竣工 |
| 5505               | 5605               | 5606               | 5506               | 川崎重工   | 1997年10月1日  | 2018年3月22日 |                                |
| 5507               | 5607               | 5608               | 5508               | 川崎重工   | 1997年10月22日 | 2019年3月20日 |                                |
| 5509               | 5609               | 5610               | 5510               | 川崎重工   | 1997年10月30日 |               |                                |
| 5511               | 5611               | 5612               | 5512               | 武庫川車輛 | 1998年4月9日   |               | 改造為武庫川線用車             |
| 5513               | 5613               | 5614               | 5514               | 武庫川車輛 | 1998年7月17日  |               | 改造為武庫川線用車             |
| 5515               | 5615               | 5616               | 5516               | 武庫川車輛 | 1999年1月12日  |               |                                |
| 5517               | 5617               | 5618               | 5518               | 武庫川車輛 | 2000年2月17日  |               |                                |